# Recep Tayyip Erdoğan
Recep Tayyip Erdoğan ([rédžep tajíp erdogán], ), turški politik, * 26. februar 1954, Kasımpaşa, Carigrad.
Erdoğan je bil med letoma 1994 in 1998 župan Carigrada. Je vodja trenutne turške vladajoče stranke Adalet ve Kalkınma Partisi oz. Stranke za pravičnost in razvoj (AKP), od 11. marca 2003 je predsednik turške vlade; 2011 je bil izvoljen v svoj tretji mandat ministrskega predsednika. Leta 2014 je bil izvoljen še za turškega predsednika in po ustavnih spremembah, ki so uvedle v Turčiji predsedniški sistem, je bil julija leta 2018 izvoljen tudi za predsednika z izvršnimi pooblastili (funkcija premierja je bila ukinjena). Po spodletelem vojaškem udaru julija leta 2016, za katerega je obtožil svojega nekdanjega zaveznika in političnega izgnanca, verskega voditelja Fethullaha Gülena, je sprožil množične čistke v vojski, državni upravi in v izobraževalnem sistemu ter univerzah.

## Mladost
Erdoğan je bil rojen v Kasımpaşi, revni soseski Carigrada, kamor se je njegova družina v tridesetih letih 20. stoletja preselila iz province Rize. Erdoğanovo pleme izvira iz Adžarije, regije v Gruziji. Njegova starša sta bila Ahmet Erdoğan (1905–1988) in Tenzile Erdoğan (rojena Mutlu; 1924–2011).
Erdoğan je svoje zgodnje otroštvo preživel v Rizeju, kjer je bil njegov oče kapitan v turški obalni straži. Poletne počitnice je večinoma preživel v Güneysu v Rizeju, od koder izvira njegova družina. Skozi življenje se je pogosto vračal v ta duhovni dom in leta 2015 je na vrhu gore blizu vasi odprl ogromno mošejo. Družina se je v Carigrad vrnila, ko je bil Erdoğan star 13 let.
Erdoğanu je oče kot najstniku priskrbel tedensko pomoč v višini 2,5 turške lire, manj kot en dolar. Z njim je Erdoğan kupoval razglednice in jih preprodajal na ulici. Voznikom, ki so obstali v prometu, je prodajal plastenke vode. Delal je tudi kot ulični prodajalec s simitom (krušni obročki s sezamom). V mladosti je igral polprofesionalni nogomet v lokalnem klubu. Fenerbahče je želel, da bi prestopil v klub, vendar je njegov oče to preprečil.[40] Stadion lokalnega nogometnega kluba v okrožju, kjer je odraščal, Kasımpaşa S.K. se imenuje po njem.
Erdoğan je član skupnosti İskenderpaşa, turške sufistične skupnosti Naqshbandi tariqah.

## Izobraževanje
Erdoğan je leta 1965 končal osnovno šolo Kasımpaşa Piyale, versko poklicno srednjo šolo İmam Hatip pa leta 1973. Enako izobraževalno pot so ubrali tudi drugi soustanovitelji stranke AKP. Ena četrtina učnega načrta šol İmam Hatip vključuje študij Korana, življenja islamskega preroka Mohameda in arabskega jezika. Erdoğan je študiral Koran pri İmam Hatipu, kjer so ga sošolci začeli klicati »hoca« (muslimanski učitelj).
Erdoğan se je udeležil sestanka nacionalistične študentske skupine Nacionalna turška študentska zveza (Milli Türk Talebe Birliği), ki je skušala vzgojiti konservativno kohorto mladih za boj proti naraščajočemu gibanju levičarjev v Turčiji. Znotraj skupine se je Erdoğan odlikoval po svojih oratorskih veščinah, razvil je nagnjenost k javnemu nastopanju in se izkazal pred občinstvom. Osvojil je prvo mesto na tekmovanju v branju poezije, ki ga je organizirala Skupnost turških tehničnih slikarjev, in se z branjem in raziskovanjem začel pripravljati na govore. Nekoč kasneje je dejal, da so ta tekmovanja krepila njegov pogum za govore pred množicami.
Erdoğan je želel nadaljevati višji študij na Mekteb-i Mülkiye, vendar je ta sprejela samo študente z rednimi srednješolskimi diplomami, ne pa diplomantov İmam Hatip. Mülkiye je bil znan po oddelku za politologijo, kjer so se izobraževali številni državniki v Turčiji. Erdoğan je bil nato sprejet na srednjo šolo Eyüp, redno državno šolo, in je na koncu prejel srednješolsko spričevalo Eyüpa.
Glede na njegovo uradno biografijo je kasneje študiral poslovno administracijo na Aksaray šoli za ekonomijo in komercialne vede (turško: Aksaray İktisat ve Ticaret Yüksekokulu), zdaj znani kot Fakulteta za ekonomijo in upravne vede Univerze Marmara. Več turških virov oporeka temu, da je diplomiral ali fakulteto sploh obiskoval.

## Politika
Po lokalnih volitvah leta 1994 je bil Erdoğan kot kandidat islamistične Stranke blaginje izvoljen za župana Carigrada. Kasneje je bil odstranjen s položaja, prav tako so mu prepovedali opravljati politične funkcije in ga za štiri mesece zaprli zaradi spodbujanja verskega sovraštva, ker je recitiral pesem Ziye Gökalpa. Erdoğan je nato opustil odkrito islamistično politiko in leta 2001 ustanovil zmerno konservativno stranko AKP, ki jo je leta 2002 pripeljal do prepričljive zmage. Ker Erdoğanu tehnično še vedno ni bilo dovoljeno opravljati funkcije, je namesto njega predsednik turške vlade postal soustanovitelj AKP Abdullah Gül. Ta je kasneje razveljavil Erdoğanovo prepoved opravljanja političnih funkcij. 

### Predsednik vlade
Po zmagi na nadomestnih volitvah v Siirtu leta 2003 je Erdoğan zamenjal Güla na mestu premierja, Gül pa je postal kandidat AKP za predsednika države. Erdoğan je AKP popeljal še do dveh volilnih zmag v letih 2007 in 2011. Reforme, izvedene v prvih letih Erdoğanovega premierskega mandata, so Turčiji omogočile začetek pogajanj o članstvu v Evropski uniji. Poleg tega je Turčija doživela gospodarsko okrevanje po gospodarski krizi leta 2001 in predvidela naložbe v infrastrukturo, vključno s cestami, letališči in omrežjem hitrih vlakov. Zmagal je tudi na dveh ustavnih referendumih v letih 2007 in 2010. Njegova vlada je bila kljub temu deležna kritik zaradi tesnih povezav s Fethullahom Gülenom in njegovim Gülenovim gibanjem (odkar ga je turška država označila za teroristično organizacijo), s katerim je bila AKP obtožena orkestriranja čistk proti sekularnim birokratom in vojaškim častnikom skozi sojenja Balyoz in Ergenekon. Konec leta 2012 je njegova vlada začela mirovna pogajanja s Kurdsko delavsko stranko (PKK), da bi končala kurdsko-turški konflikt (1978–danes). Prekinitev ognja je bila leta 2015 prekinjena, kar je povzročilo ponovno stopnjevanje konflikta. Erdoğanova zunanja politika je bila opisana kot neootomanska in je privedla do turške vpletenosti v sirsko državljansko vojno, s poudarkom na preprečevanju sirskim demokratičnim silam, da bi se med sirsko državljansko vojno uveljavile na meji med Sirijo in Turčijo.
V zadnjih letih Erdoğanove vladavine je Turčija doživela demokratični nazadovanje in korupcijo. Začenši med protivladnimi protesti leta 2013 je njegova vlada uvedla vse večjo cenzuro v tisku in družbenih medijih ter začasno omejila dostop do spletnih mest, kot so YouTube, Twitter in Wikipedija. To je ustavilo pogajanja o članstvu Turčije v Evropski uniji. Korupcijski škandal v višini 100 milijard ameriških dolarjev leta 2013 je privedel do aretacij Erdoğanovih tesnih zaveznikov in inkriminiral Erdoğana.

### Predsednik Turčije
Po 11 letih vodenja vlade se je Erdoğan leta 2014 odločil kandidirati za predsednika države. Takrat je bila predsedniška funkcija večinoma ceremonialna. Po volitvah leta 2014 je Erdoğan postal prvi javno izvoljeni predsednik Turčije. Zaostrovanje odnosov z Gülenom se je nadaljevalo, ko je vlada nadaljevala s čiščenjem njegovih podpornikov s sodnih, birokratskih in vojaških položajev. Neuspeli poskus vojaškega državnega udara julija 2016 je povzročil nadaljnje čistke in začasno izredno stanje. Vlada je trdila, da so bili voditelji državnega udara povezani z Gülenom, vendar je zanikal kakršno koli vlogo pri tem. Erdoğanovo vladavino zaznamujejo vse večji avtoritarizem, ekspanzionizem, cenzura in prepovedi strank in preganjanje drugače mislečih.
Erdoğan je leta 2017 podprl referendum, ki je turški parlamentarni sistem spremenil v predsedniški sistem in tako prvič v turški zgodovini določil omejitev mandata za predsednika vlade (dva polna petletna mandata). Ta novi sistem vladanja je uradno stopil v veljavo po splošnih volitvah leta 2018, ko je Erdoğan postal izvršni predsednik. Njegova stranka je izgubila večino v parlamentu in je morala vstopiti v koalicijo (Ljudsko zavezništvo) s turško nacionalistično MHP. Erdoğan se od takrat ukvarja s turško valuto in dolžniško krizo leta 2018, kar je povzročilo znaten upad njegove priljubljenosti in naj bi po splošnem prepričanju prispevalo k rezultatom lokalnih volitev leta 2019. Na njih je njegova stranka v velikih mestih, kot sta Ankara in Carigrad prvič izgubila oblast v korist opozicijskih strank.

## Zasebno
Erdoğan se je 4. julija 1978 poročil z Emine Gülbaran (rojena 1955, Siirt). Imata dva sinova, Ahmeta Buraka (r. 1979) in Necmettina Bilala (r. 1981), ter dve hčerki, Esro (r. 1983) in Sümeyye (r. 1985). Njegov oče Ahmet Erdoğan je umrl leta 1988, njegova mati Tenzile Erdoğan pa je umrla leta 2011 v starosti 87 let.
Erdoğan ima brata Mustafo (r. 1958) in sestro Vesile (r. 1965). Iz očetovega prvega zakona s Havuli Erdoğan († 1980) ima dva polbrata: Mehmeta (1926–1988) in Hasana (1929–2006).